# Paul Iwan Hogguer
Paul Iwan Hogguer (Amsterdam, 7 februari 1760 – aldaar, 20 november 1816) was een Nederlandse bankier. Hij was tevens de eerste directeur van De Nederlandsche Bank, en burgemeester van Amsterdam.

## Familie
De familie Hogguer (of: Högger) stamt oorspronkelijk uit St. Gallen in Zwitserland. Na goede verdiensten te hebben gemaakt in de lakenhandel begonnen zij steeds meer als bankiers op te treden, onder andere aan het Franse Hof. Hiervoor werd een bankiersfirma in Genève opgericht Gebroeder Hogguer & Co. De erg Duits klinkende naam werd hierbij verfranst tot Hogguer. De familie verstrekte grote leningen aan het Franse, Zweedse en Russische vorstenhuis. Dit leverde verschillende adellijke titels op, waaronder die van baron.
Paul Iwans vader Daniël baron Hogguer (1722-1793) was een hugenoot die vanuit Genève naar Amsterdam kwam en daar een bloeiend handels- en bankiershuis opbouwde. Deze Daniël Hogguer was in tweede echt getrouwd met de uit Stettin (Pruisen) afkomstige Henriette de Mauclerc (1730-1794). Paul Iwan is getrouwd geweest met Anna Maria Ebeling (1767-1812), de dochter van Ernestus Ebeling. Toen deze kwam te overlijden hertrouwde hij in 1814 met Cornelia Margaretha van Weede (1769-1837). Een broer van Paul Iwan was Jan Willem Hogguer (1755-1838), die onder andere als Nederlands diplomaat aan het Portugese (1783-1790) en het Russische Hof verbonden was (1791-1795).
Bij Koninklijk Besluit van 16 september 1815 werd Hogguer verheven in de Nederlandse adel en verkreeg het predicaat jonkheer. De zoon van zijn broer Jan Willem werd in 1847 ingelijfd in de Nederlandse adel met de titel van baron op allen.

## Handelshuis Hogguer
Enige tijd is Paul Iwan Hogguer als partner verbonden geweest in de firma Henri Fizeaux & Co.. Later richtte Paul Iwan een eigen handels- en bankiershuis op. Dit deed hij met een andere hugenoot, namelijk Georg Grand. Hun handelshuis was genaamd Hogguer, Grand & Co.. De invloed van dit handelshuis nam steeds verder toe, en op het toppunt van zijn succes moest Paul Ivan Hogguer alleen het handelshuis Hope voor zich dulden. Het grote succes van het huis, met name ook in de Oostzeehandel, bleef ook voor de stadhouders niet onopgemerkt. De stadhouder Willem V benoemde Jan Willem Hogguer als hun representant aan het Russische Hof in 1790. In die hoedanigheid werden ook nog leningen door Hogguer, Grand en Co. aan Catharina de Grote verstrekt.
De zaken verliepen zo voorspoedig, dat een groot pand op de hoek van de Herengracht en de Nieuwe Spiegelstraat kon worden aangekocht. Aan het succes van Hogguer, Grand en Co. kwam in 1795 met de intocht van de Fransen in de Republiek een einde. Dit jaar leidde een lange periode van teloorgang van Amsterdam als centrum van de financiële wereld in. Veel Nederlandse kooplieden en bankiers weken uit naar Engeland (Londen). De bekendste hiervan is Henry Hope. Hogguer bleef echter in Amsterdam.
Door de patriotten werd Paul Iwan Hogguer in eerste instantie met argusogen bekeken, mede door zijn goede relatie met de Stadhouder. In 1798 speelde Hogguer nog een belangrijke rol bij het voorkomen van een voedselopstand in Amsterdam, doordat hij financieel garant stond voor de levering van een grote hoeveelheid graan aan de stad.
Na de komst van koning Willem I kreeg Hogguer nog een rol in de herinrichting van een aantal instellingen in het nieuwe Koninkrijk der Nederlanden. Zo adviseerde hij de koning bij de oprichting van De Nederlandsche Bank in 1814. Van deze instelling werd hij zelf de eerste directeur. Daarnaast adviseerde hij de vorst nog bij de oprichting van een nieuwe handelsmaatschappij, die uiteindelijk in 1824 tot stand kwam in de vorm van de Nederlandsche Handel-Maatschappij. De oprichting hiervan maakte hij echter niet meer mee, aangezien hij in 1816 overleed.

## Functies
- poorter van Amsterdam, vanaf 21 april 1778
- schepen van Amsterdam, 1791
- commissaris van Zeezaken te Amsterdam, 1792
- schepen van Amsterdam, 1793
- commissaris van Zeezaken te Amsterdam, van 1794 tot 1795
- bankier, lid firma Hogguer, Grand & Co.
- lid Vergadering van Notabelen voor het departement Zuiderzee, 29 maart 1814
- president De Nederlandsche Bank, van 1814 tot 1816
- burgemeester van Amsterdam, van 1814 tot 19 november 1816
- lid stedelijke raad van Amsterdam, van 1815 tot 19 november 1816

## Trivia
- Het familiegraf van de familie Hogguer is te vinden in de Grote Kerk van Beverwijk.
- In Amsterdam is een straat naar Paul Iwan Hogguer genoemd, de Burgemeester Hogguerstraat in tuinstad Slotermeer. In den beginne noemden Amsterdammers deze straat spottend de Burgemeester Hoge Huurstraat.